# Барак. Обама? Ну типа
«Барак. Обама? Ну типа» — фраза с использованием каламбура и интернет-мем, сформировавшийся в декабре 2020 года после вопроса журналиста Дмитрия Гордона предпринимателю Михаилу Ходорковскому о том, в каких условиях тот содержался во время своего 10-летнего заключения. Диалог стал причиной появления сотен мемов и фотожаб.

## Происхождение
22 декабря 2020 года украинский журналист Дмитрий Гордон опубликовал на своём YouTube-канале «В гостях у  Дмитрия Гордона» интервью с российским оппозиционным политиком и предпринимателем Михаилом Ходорковским. В ходе беседы после почти двухчасового разговора между ними произошёл странный диалог. В ходе интервью Гордон спросил политика, в каких условиях он находился во время задержания: «В каких условиях Вы сидели?». В ответ Ходорковский заявил, что это был барак. Гордон пошутил об условиях содержания в исправительной колонии, сказав: «Обама?», подразумевая созвучие названия здания с именем бывшего президента США Барака Обамы. Ходорковского же смутила шутка с упоминанием бывшего главы американского государства. Он сделал паузу, а затем с ухмылкой ответил: «Ну типа». Судя по выражению лица Ходорковского, импровизация Гордона ему не понравилась. Его серьёзное лицо также попало в мемы.

## Общественная реакция

### Мемы
Фрагмент быстро превратился в шаблон для шуток в интернете о причудливом чувстве юмора и любви к плохой игре слов. Интернет-пользователи разделились в оценке шутки Гордона. Одни положительно и с юмором отреагировали на заявление журналиста, а другие восприняли каламбур негативно. Но всё же многим полюбилась острота Гордона, который в ответ на слово «барак» сказал: «Обама?». Так, пользователи Твиттера, где мем моментально завирусился, оценили шутку и превратили её в шаблон для абсурдного юмора. В мемах Гордон задаёт Ходорковскому обычные вопросы и пытается издеваться над его ответом каламбуром, но это не нравится предпринимателю, который реагирует суровым взглядом. Несмотря на то, что каламбур является одним из самых простых и примитивных юмористических средств, поклонникам постироничных мемов полюбились короткие и умышленно несмешные диалоги.
Мем «Барак. Обама? Ну типа», как отмечается, растиражировали в десятках комиксов и сотнях каламбуров. Некоторые пользователи использовали игру слов вокруг имён певиц Веры Брежневой и Надежды Бабкиной, актёров Вина Дизеля и Брэда Питта, докторской колбасы и автомобиля «Шкода Октавия», также обыгрывались созвучия русского и украинского языков и тема аннексии Крыма Россией. Также были созданы мемы, где их героем уже является непосредственно сам Барак Обама.

### Реакция СМИ и публичных личностей
Как отмечает обозреватель «Росбалта», «шутка получилась настолько тупая, что, казалось бы, этот диалог можно будет использовать только как пример „колхозного“ юмора. Но в соцсетях ему нашли другое применение. Он стал шаблоном для многочисленных мемов, и они настолько же смешные, насколько несмешной вышла шутка Дмитрия Гордона». Редакция украинской газеты «Сегодня» отреагировала на фразу следующим образом: «Тот неловкий момент, когда шутит Гордон, а стыдно за него нам».
Редактор веб-сайта «Палач» Виталий Халюков отметил, что «особенно шикарно здесь выглядит реакция Ходорковского, который явно не ожидал такого абсурда. <…> Ситуация действительно смешная, но Гордон полностью испортил себе интервью этой ремаркой. Если бы её не было, то обсуждался бы совершенно другой момент [про Чубайса]. <…> Теперь же, после шутки про Обаму, никто не говорит о сути интервью. Наткнувшись на него через год, люди вспомнят только то, что это тот самый ролик, где Дмитрий Гордон выдал свой неловкий панч. Вот это неожиданный провал. <…> По итогу Гордон однозначно испортил себе выпуск, но приятно осознавать, что он не изменяет своему неповторимому стилю. Второго такого интервьюера, сочетающего ядерную фактуру и стыднейшие шутки, на постсоветском пространстве просто нет. Ближе всего к этому статусу подошла Ксения Собчак, но ей ещё нужно долго учиться. Панч про Обаму — это уровень».
Шутку про Обаму обыгрывали российские ведущие Ксения Собчак и Иван Ургант, её также использовали в украинском телевизионном юмористическом шоу «Лига смеха». Известный шоумен и юморист Гарик Харламов назвал часть интервью в своём Instagram «испанским стыдом»: «Не знаете что такое испанский стыд? Вот он. Более неуместной шутки я не припомню».

### Использование фразы Дмитрием Гордоном
24 декабря 2020 года Дмитрий Гордон в своём аккаунте TikTok показал, как бывший президент США Барак Обама мог бы отреагировать на шутку.
Журналист утверждал, что шутка об Обаме не была домашней заготовкой и что он нередко употребляет такой приём в интервью, чтобы расслабить и «переключить» собеседника. Дмитрий Гордон рассказал, как она родилась: «Вы знаете, во время интервью я живу. Часто жизнью моего собеседника. И то, что у меня иногда непосредственно вырывается — это, конечно же, не домашние заготовки, это откуда-то прилетает. Вот в тот раз прилетело. Я и озвучил». По словам журналиста, он не мог представить, что эта шутка станет такой популярной в сети. Об этом же заявлял Ходорковский.
Журналист продолжал использовать формулу, которая понравилась русскоязычным пользователям. Точно так же он стал отвечать на вопросы, которые ему задавали в Instagram. Например ему задали вопрос: «Дмитрий, какая в вас вера?», на что он ответил: «Брежнева».
Почитатели юмора Гордона посвятили его ответам на вопросы отдельный аккаунт в Instagram. Там публиковались скриншоты его шуток, наполненных различными каламбурами. Ответы Гордона на вопросы под фото стали новым кладезем каламбуров. Например когда журналиста спросили, почему он лысый, Гордон сказал, что «от тоски», на вопрос о том, рыба ли он, заявил, что он мясо, а когда его спросили о его возрасте, он сообщил, что ему 300 лет. Пользователю, интересующемуся, есть ли у Гордона внутренние демоны, журналист ответил, что у него есть только внешние ангелы, а человеку, который спрашивает о силе воли, заявил, что у него есть только воля силы. Гордон также публиковал на странице мемы с собственным участием.
В январе 2021 года Дмитрий Гордон показал в своём Instagram футболку с созданным им же мемом «Барак. Обама?». Фраза настолько понравилась Гордону, что он попытался повторить её в интервью бывшему кандидату в президенты Белоруссии Светлане Тихановской, опубликованному на его канале 23 февраля 2021 года. В разговоре с Тихановской журналист подводит к очередной шутке про Обаму: «Ваш муж был арестован в конце мая прошлого года. В какой тюрьме он содержится и какие там условия?». Но Тихановская отказалась произнести слово «барак», сформулировав свой ответ так, что шутка про барак не удалась: политик рассказала, что её муж находится в одиночной камере в СИЗО города Жодино, причём в «несладких», «тюремных» условиях. Однако поклонники Гордона отредактировали интервью так, что шутка про Обаму всё же прозвучала. Как отмечает редактор Meduza, «справедливость восторжествовала!».
В феврале Дмитрий Гордон дал интервью ведущему белорусского опозиционного YouTube-канала «Страна для жизни» Евгению Соленкову. СМИ отметили, что за 30 секунд Гордон сказал три шутки в стиле «Барак. Обама?».
27 апреля в эфире передачи «Час Голованова» Гордон ответил на вопрос ведущего Василия Голованова. Сначала он заявил: «„Танцы со звёздами“ [на канале „1+1“] — были. „Маска“ [на канале „Украина“] — была, „Орёл и решка“ [на „Новом канале“] — не было». Голованов обратился к зрителям: «Ничего себе. Друзья, вы бы хотели увидеть Дмитрия Ильича [Гордона] в проекте „Маска“?». В ответ на это Дмитрий Гордон назвал имя главы американской компании SpaceX Илона Маска, фамилия которого созвучна названию проекта, пошутив: «Илона. Ну типа». Ведущий Василий Голованов отметил: «А вы не останавливаетесь, Дмитрий Ильич. Смотрю, история с Бараком вечно жива».
В августе Дмитрий Гордон брал интервью у рэпера Моргенштерна. Впоследствии собеседники устроили перформанс обмена футболками: Гордон подарил гостю футболку со своим фото и надписью «Барак? Обама!». Моргенштерн отдал журналисту футболку, на которой изображена его жена Дилара. Сам момент переодевания рэпера в футболку с надписью «Барак? Обама!» остался за кадром, однако Гордон сказал, что не надел футболку своего гостя, поскольку она для него маловата. После этого собеседники обменялись пошлыми шутками по поводу жены Моргенштерна.
В декабре в интервью с Гордоном стендап-комик Идрак Мирзализаде повторил мем про Обаму. Журналист поинтересовался, как Мирзализаде отсидел 10 дней после приговора Таганского районного суда Москвы. Комик ответил на это «Барак», на что Гордон рассмеялся, и сказал: «Понятно. Обама». «Ну типа», — добавил Мирзализаде, отметив, что мечтал повторить эту шутку.